# Герб Алави
Герб Алави — символ провінції Країни Басків, що був затверджений Положенням про форалі 14/93 від 5 травня 1993 р. Про Прапор, герб історичної території Алави та комунікаційним логотипом провінційної ради. Він має такий геральдичний опис: У золотому полі на зеленій основі природніх кольорів скеля із зубчатим замком, із якої виникає рука в синіх латах із синім мечем проти якої стоїть червоний здиблений лев; на клинку меча блакитна стрічка і золотими літерами з легендою «JUSTICIA». В синій облямівці напис золотими літерами: «EN AUMENTO DE LA JUSTICIA CONTRA MALHECHORES». Щит увінчаний герцогською короною.

## Історія

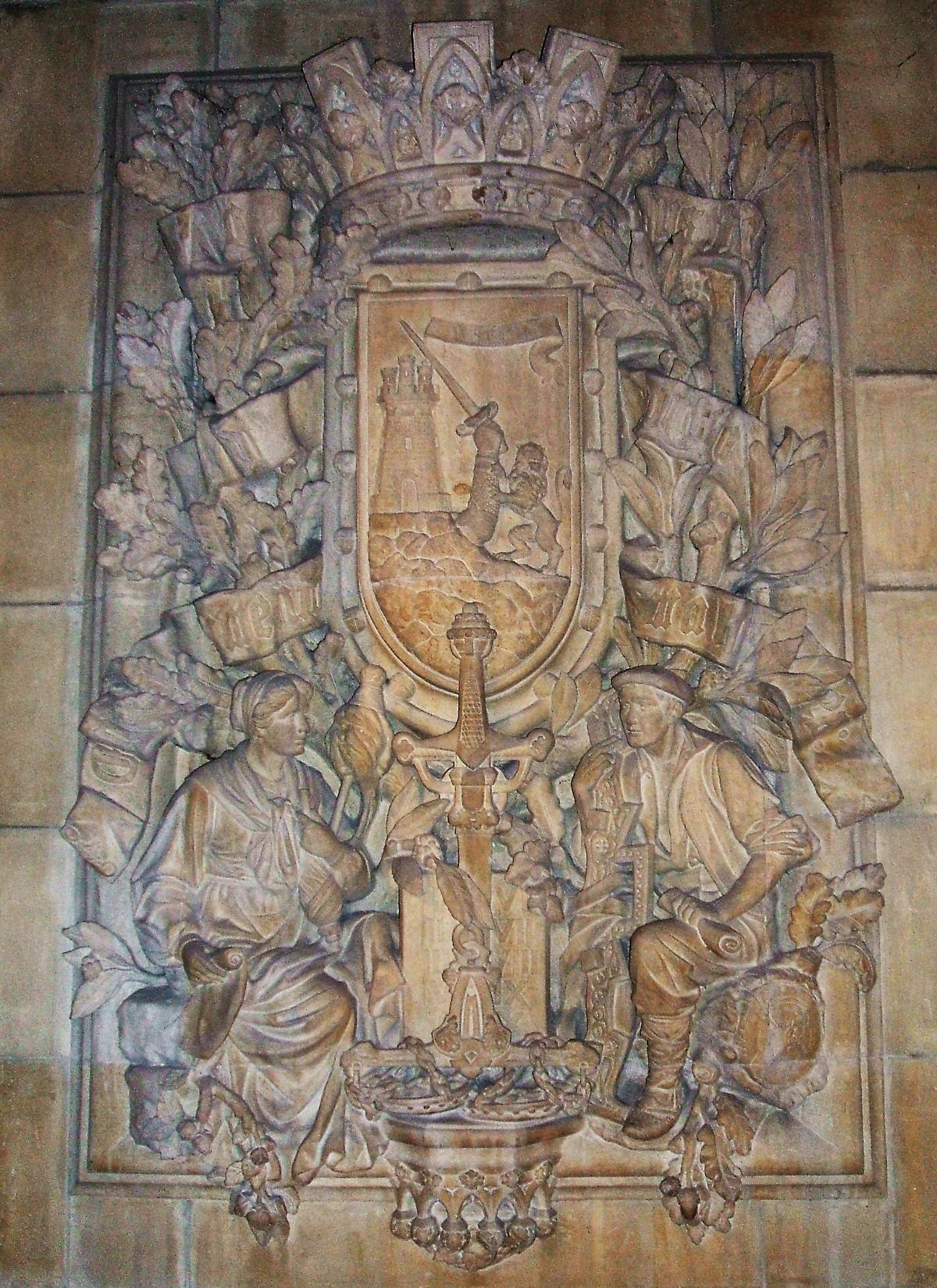
Рельєф з гербом Алави на переході собору Марії Інмакулади де Віторія.

Герб бере свій початок у братствах Алави, і на нього є посилання у формі печатки чи щита з XV століття, а також документи, які підтверджують його використання у XVІІ, XVІІІ та ХІХ ст.
Документ XVІІ ст. від Портільї (нинішній муніципалітет Замбрана) має печатку міста, свідчить про те, що герб використовувався з ХІІІ ст. і що воно описується так само, як і Алава: «Скеля, в її на вершині зубчата вежа, а на висоті — рука з мечем у витягнутій руці. А біля підніжжя вежі лев, спираючись на ноги, кидається до руки». Інші міста та селища регіону також будуть використовувати ці символи, якщо вони знаходяться під юрисдикцією Портілли, а пізніше і юрисдикцією Сопортилли.
Тому можна вважати, що форальний герб походив безпосередньо з оригіналу міста Портилья, в якому був Замок, що розмістився на гербі. Таку ж думку в своїй статті «Інформація про герб провінції Алава» мав вчений з Віторія Едуардо Веласко і Лопес де Кано, який був президентом округу Алава між 1905 і 1909 рр.
Герб з'являються в різних формах і в різних кольорах. Збройна рука часто виникає зі скелі, хоча іноді це робилося з вікна замку. Лев, зі свого боку, може або не може нападати на озброєну руку, і навіть повертатися спиною до руки, виявляючись окресленими в тому ж полі, а також не з'являючись. Легенда «Справедливість» з'являється наприкінці (XVІІІ ст.) і девіз облямівки був розширений. Спочатку братства Алави використовували стисле гасло «Справедливість проти зловмисників», імовірно, розширювалося вже на початку XVІ ст. текстом «збільшення», з силою «нерухомих лицарів Ради Елоріага, які були в братстві та союзі з іншими братствами Алави», отже, можливо, з розширенням установи, яка б формувала територію Алави. У будь-якому випадку, примітивний девіз використовувався і співіснував довший час.
Герцогська корона з'являється в першій гравюрі герба із 1671 р., що супроводжує щит разом із списами, прапорами та гарматами.
Ймовірно, що геральдичні зображення лева і замок були введені під впливом королівств Кастилії і Леона, оскільки Фердинанд III вже використовував щит з обома фігурами, а щит Портілли датується тим самим періодом. Його значення було б, на думку Веласко, традиційним: замки символізували б оборонну владу, а леви — нападників території; а легенди, додані пізніше, здається, підтверджують це, як і розміщення озброєної руки.

## Герб генерального депутатства Алави
Стаття 7 під заголовком «Щит генерального заступника Алави» цього ж законодавчого положення, що описує прапор та щит провінційної провінції, також описує щит найвищого органу влади:
Генеральний заступник несе відповідальність за використання герба історичної території Алави, оточеного шістьма прапорами, а над ними чотирма хоругвами, по половині з кожного боку, малиновим кольором, головою із списом та шаблею, а також двома перехрещеними гарматами, також, шабля.